# Palo Alto (Schiff)
Die Palo Alto war ein Tanker, der als Betonschiff gegen Ende des Ersten Weltkrieges in den USA gebaut wurde.

## Geschichte
Das Schiff wurde von der San Francisco Shipbuilding Company in Oakland gebaut und wurde am 29. Mai 1919 vom Stapel gelassen.
Da es für eine Verwendung im Krieg zu spät fertiggestellt wurde, blieb es zehn Jahre im Dock.
Im Jahr 1929 wurde es von der Seacliff Amusement Company gekauft und an die Küste der Monterey Bay vor Aptos geschleppt, wo es zum Vergnügungsschiff umgebaut wurde. Ein eigens errichteter Pier verband die nun mit einem Schwimmbad, Speise- und Tanzsaal ausgestattete Palo Alto mit dem Strand.

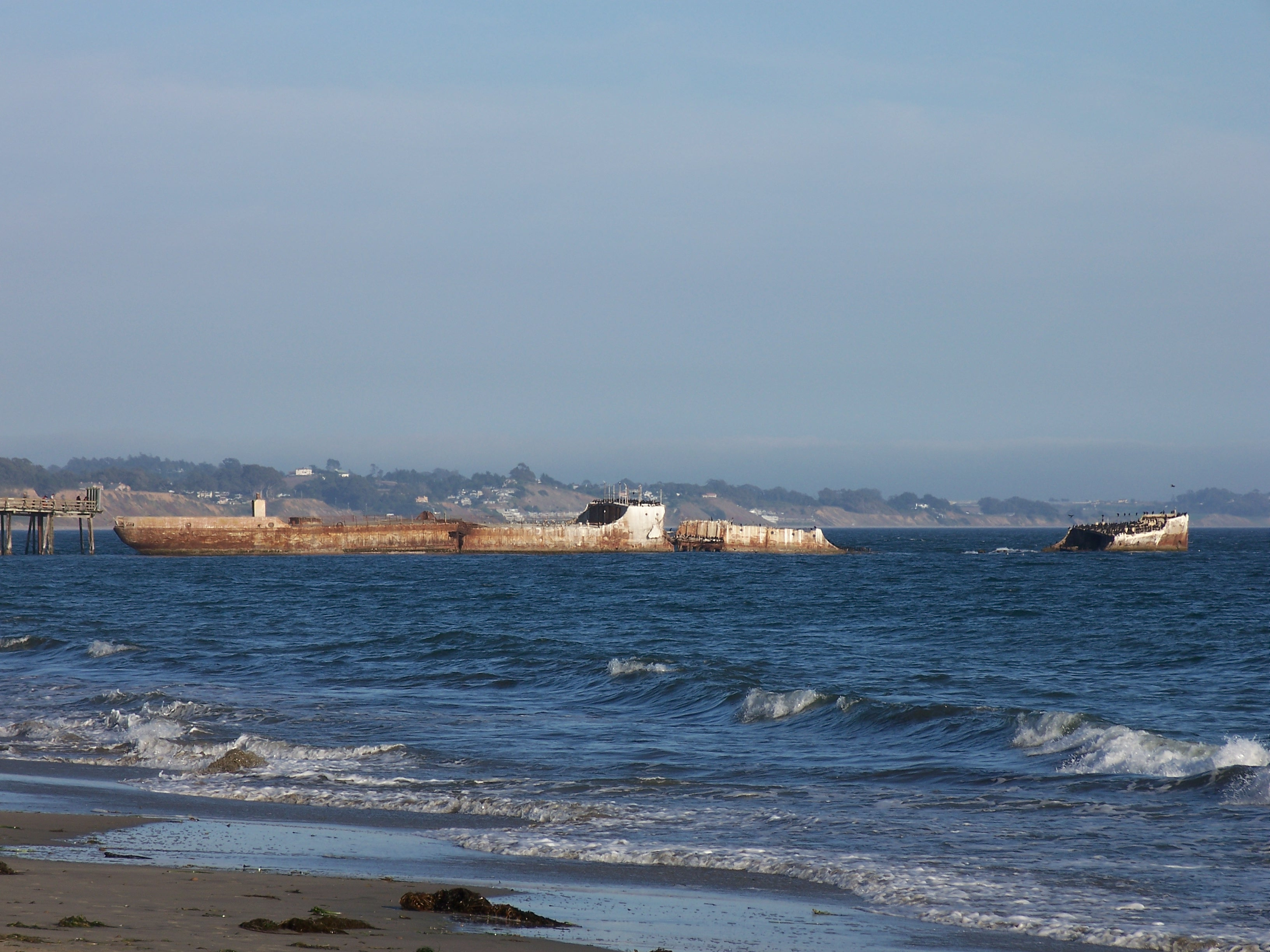
Die zerbrochene Palo Alto am Strand von Aptos

Nach dem Bankrott der Betreiberfirma zwei Jahre später brach sie in einem Wintersturm mittig auseinander. Das Schiff wurde ausgeschlachtet und fortan als Angelplatz verwendet. Mit der Zeit wurden die Schäden am Schiff zu groß, so dass das Wrack für die Öffentlichkeit gesperrt wurde und als künstliches Riff im Meer verbleibt.
Im Frühling 2005 wurden in der Nähe verölte Vögel gefunden, deren Verschmutzung auf die Palo Alto zurückgeführt werden konnte.
Ein Ausfluss von Öl ins Meer konnte nicht festgestellt werden, jedoch waren noch einige Schiffsteile verschmutzt.
Daraufhin wurde das Schiff im September 2006 gereinigt, so dass es keine Umweltgefahr mehr darstellt.